# Eric Opdam

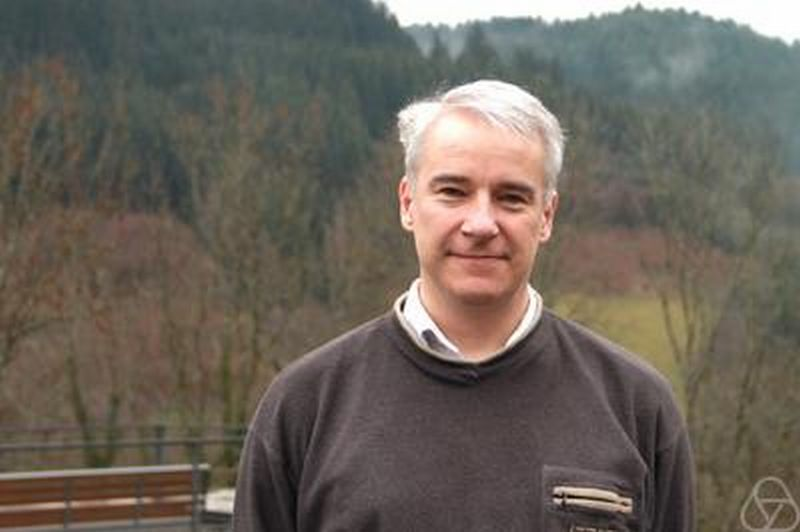
Eric Opdam, Oberwolfach 2014

Eric Marcus Opdam (* 1960) ist ein niederländischer Mathematiker, der sich mit Algebra und harmonischer Analysis befasst.
Opdam wurde 1988 bei Gerrit van Dijk an der Universität Leiden promoviert (Generalized Hypergeometric Functions Associated with Root Systems). Er ist Professor an der Universität Amsterdam. Ab 2015 war er dort Direktor des Korteweg-de-Vries-Instituts für Mathematik (KdVI) als Nachfolger von Jan Wiegerinck. Er ist seit 1999 am KdVI.
Er befasst sich insbesondere mit analytischen Aspekten von Iwahori-Hecke-Algebren, mit hypergeometrischen Funktionen die mit Wurzelsystemen von Liealgebren verbunden sind (Heckman-Opdam Hypergeometrische Funktionen) und Dunkl-Operatoren zu komplexen Reflexionsgruppen.
Opdam war 2000 eingeladener Sprecher auf dem Europäischen Mathematikerkongress in Barcelona (Hecke algebras and harmonic analysis). 2006 war er eingeladener Sprecher auf dem Internationalen Mathematikerkongress in Madrid. Er ist Mitglied der Niederländischen Akademie der Wissenschaften. 2010 erhielt er gemeinsam mit Bernhard Krötz einen Advanced Grant des ERC für sein Projekt Harmonic Analysis on reductive groups.
Er ist einer der Herausgeber von Compositio Mathematica.

## Schriften (Auswahl)
- Spectral correspondences for affine Hecke algebras. Advances in Mathematics, Band 286, 2016, S. 912–957
- Spectral transfer morphisms for unipotent affine Hecke algebras. Selecta Mathematica-New Series, Band 22, 2016, S. 2143–2207
- mit D. Ciubotaru: Formal degrees of unipotent discrete series representations and the exotic Fourier transform. Proceedings of the London Mathematical Society, Band 110, 2015, S. 615–646
- mit D. Ciubotaru, P. E.Trapa: Algebraic and analytic Dirac induction for graded affine Hecke algebras. Journal of the Institute of Mathematics of Jussieu, Band 13, 2014, S. 447–486
- mit Maarten Solleveld: Extensions of tempered representations. Geometric and Functional Analysis, Band 23, 2013, S. 664–714.
- mit V. Heiermann: On the tempered L-functions conjecture. American Journal of Mathematics, Band 135, 2013, S. 777–799
- mit M. Solleveld: Discrete series characters for affine Hecke algebras and their formal degrees. Acta mathematica, Band 205, 2010, S. 105–187
- mit M. Solleveld: Homological algebra for affine Hecke algebras. Advances in Mathematics, Band 220, 2009, S. 1549–1601
- mit E. Emsiz, J. V. Stokman: Trigonometric Cherednik algebra at critical level and quantum many-body problems. Selecta Mathematica-New Series, Band 14, 2009, S. 571–605
- mit Patrick Delorme: The Schwartz algebra of an affine Hecke algebra. Journal für die reine und angewandte Mathematik, Band 625, 2008, S. 59–114
- On the spectral decomposition of affine Hecke algebras. J. Inst. Math. Jussieu, Band 3, 2004, S. 531–648.
- A generating function for the trace of the Iwahori-Hecke algebra, in: Studies in memory of Issai Schur, Progr. Math. 210, Birkhäuser 2003, S. 301–323. doi:10.1007/978-1-4612-0045-1_11
- mit Victor Ginzburg, Nicolas Guay, Raphaël Rouquier: On the category O for rational Cherednik algebras, Inv. Math., Band 154, 2003, S. 617–651,  Arxiv
- Lectures on Dunkl operators for real and complex reflection groups, Memoirs Math. Soc. Japan, Tokio, 2001
- The central support of the Plancherel measure of an affine Hecke algebra
- Cuspidal hypergeometric functions, Moscow Math. J., Band 7, 2007, S. 723–741
- mit Gert Heckman: Yang's system of particles and Hecke algebras, Annals of Mathematics, Band 145, 1997, S. 139–173.
- mit Gert Heckman:  Harmonic analysis for affine Hecke algebra, in: Current developments in Mathematics 1996, Intern. Press 1997, S. 37–60.
- Harmonic Analysis for certain representations of graded Hecke algebras, Acta Mathematica, Band 175, 1995, S. 75–121
- An analogue of the Gauss summation formula for hypergeometric functions related to root systems, Mathematische Zeitschrift, Band 212, 1993, S. 313–336
- Some applications of hypergeometric shift operators, Inventiones Mathematicae, Band 98, 1989, S. 1–18
- mit Gert Heckman: Root systems and hypergeometric functions I, Compositio Mathematica, Band 64, 1987, S. 329–352.